# Oštrc (Posušje)
Oštrc je planina sjeverno od Posušja, nalazi se na području općina Tomislavgrad i Posušje. Najviši vrh je na 1304 metra nadmorske visine. Granica glavnoga slijevnoga područja rijeke Neretve prolazi jugoistočno od planine Oštrca i vrha Velikog Oštrca (1304 m) preko vrha Ošljar (1255 m) na sjeveroistok i preko vrha Slobodnik (1111 m) izbija na vrh planine Liba Svinjar (1481 m). Granica glavnoga slijevnoga područja rijeke Cetine prolazi preko brda Jarma na planinu Oštrc na vrhove Ošljar (1255 m) i Veliki Oštrc (1304 m). S vrha teče Ružićki potok koji se ulijeva u jezero Tribistovo. 
U tijeku je ishođenje energetske dozvole za gradnju vjetroelektrane VE Oštrc koja je na ovoj planini. Snaga i smjer vjetra prati se bez prekida preko pet godina uređajima na 84 metra visokom mjernom stupu na Oštrcu.